# X (филм из 2022)
X је амерички слешер хорор филм из 2022. године, редитеља и сценаристе Таја Веста, са Мијом Гот, Џеном Ортегом, Мартином Хендерсоном, Британи Сноу, Овеном Кембелом, Стивеном Јером и Скотом Мескудијем у главним улогама. Радња прати филмску екипу која изнајмљује колибу на руралном тексашком имању старог брачног пара, како би снимили порнографски филм. Група, међутим, постаје жртва серијског убице.
Филм је сниман на Новом Зеланду, а премијеру је имао 13. марта 2022, на филмском фестивалу Југ-југозапад. Продукцијска кућа A24 започела је дистрибуцију у америчким биоскопима 5 дана касније. X је наишао на генерално позитивне реакције, а критичари су га представили као омаж слешерима из периода 1970-их и 1980-их, пре свега Тексашком масакру моторном тестером (1974). Критичари сајта Rotten Tomatoes оценили су га са рејтингом одобравања од 96%, а публика са 75%.
Преднаставак под насловом Перл сниман је у тајности паралелно са X-ом и премијерно је приказан 3. септембра 2022. године. X такође прати наставак под насловом MaXXXine, који је премијерно приказан 2024. године.

## Радња
Године 1979, полиција стиже на усамљену фарму у руралном Тексасу и проналазе бројна тела умотана у вреће. Затим улазе у кућу и проналазе нешто шокантно у подруму.
Двадесет четири сата раније, Максин, амбициозна звезда филмова за одрасле, путује да сними порнографски филм са својим дечком продуцентом Вејном, бурлескном плесачицом Боби-Лин, бившим маринцем Џексоном, редитељем Ар Џејем и његовом повученом девојком Лорејн. Група стиже на фарму у власништву Хауарда и Перл, старијег брачног пара који им је издао колибу у којој планирају да сниме филм. Хауард није одушевљен групом, али Вејн то оправдава тиме да није обавестио Хауарда о њиховим намерама.
Док Боби-Лин и Џексон снимају сцену, Перл позива Максин у своју кућу и изражава необичну наклоност према њој, јер Максин изгледа баш као Перл када је била млада. Хауард се враћа кући и Перл тера Максин напоље, позивајући је да чува њихов сусрет у тајности.
Максин се враћа у колибу и снима сцену секса са Џексоном у штали, док их Перл потајно посматра и замишља себе на Максинином месту. Касније, Перл покушава да заведе Хауарда, али он је одбија, наводећи као разлог проблеме са срцем. Те ноћи, Лорејн тражи да и сама сними сцену, што узнемирава Ар Џеја. Када сви заспу, бесни Ар Џеј покушава да украде комби и остави групу на фарми, али проналази Перл на прилазу. Након што је одбио њено завођење, Перл га насмрт избоде ножем.
Приметивши да Ар Џеја нема, Лорејн и Вејн одлазе да га потраже. У штали, Вејн нагази на велики ексер и Перл га убија вилом. У међувремену, Хауард позива Лорејн у њихову кућу, тврдећи да је Перл нестала. Он тражи од Лорејн да узме батеријску лампу из подрума. Када она сиђе, Хауард закључава врата и она открива наги мушки леш који виси са плафона.
Хауард одлази у колибу и тражи од Џексона да помогне у проналажењу Перл. Када су се раздвојили да претраже обалу језера, Џексон проналази аутомобил у води. Након што није успео да увуче Џексона у воду својом батеријском лампом, Хауард се суочава са њим и пуца му у груди. У међувремену, Перл се ушуња у колибу, свлачи се и пење у кревет са Максин, милујући је по телу. Максин се буди ужаснута и проналази Перл како лежи поред ње и буди Боби-Лин.
У кући, Лорејн разваљује отвор у подрумским вратима секиром, али Хауард јој ломи прсте. Боби-Лин проналази Перл како стоји на ивици језера и покушава да јој помогне. Перл вређа Боби-Лин и гура је у воду где је убија алигатор. Хауард налази Перл и њих двоје одлазе у колибу где имају секс. Максин бежи у комби и наоружава се пиштољем. Она ослобађа Лорејн, која истрчава на улазна врата, само да би је Хауард упуцао. Док брачни пар премешта њено тело у кућу, Лорејнин леш се трза, запрепашћујући Хауарда, који добија фатални срчани удар.
Максин узима кључеве Хауардовог камиона и покушава да пуца на Перл, али пиштољ није напуњен. Перл пуца у Максин из Хауардове пушке, али је трзај баци назад на трем, сломивши јој кук. Док Максин улази у Хауардов камион, Перл је грди и вређа. Максин окреће камион, смрскавши Перлину главу пре него што се одвезе. Открива се да је Максин ћерка телеванђелисте који се често чује током филма. Полиција открива Ар Џејеву камеру, а шериф спекулише да садржи снимак „једног проклето сјебаног хорор филма”.

## Улоге
| Глумац            | Улога               |
| ----------------- | ------------------- |
| Мија Гот          | Максин Минкс / Перл |
| Џена Ортега       | Лорејн              |
| Британи Сноу      | Боби-Лин            |
| Скот Мескуди      | Џексон Хол          |
| Мартин Хендерсон  | Вејн Гилрој         |
| Овен Кембел       | Ар Џеј Николс       |
| Стивен Јер        | Хауард              |
| Џејмс Гејлин      | шериф Дентлер       |
| Сајмон Праст      | телеванђелиста      |
| Бриони Скилингтон | продавачица         |
| Џеф Долан         | заменик шерифа      |
| Метју Савил       | полицајац Мичел     |